# Castranova
Castranova é uma comuna romena localizada no distrito de Dolj, na região de Oltênia. A comuna possui uma área de 67.76 km² e sua população era de 3519 habitantes segundo o censo de 2007.